# Gmina zbiorowa Altes Amt Lemförde
Gmina zbiorowa Altes Amt Lemförde (niem. Samtgemeinde Altes Amt Lemförde) – gmina zbiorowa położona w niemieckim kraju związkowym Dolna Saksonia, w powiecie Diepholz. Siedziba administracji gminy zbiorowej znajduje się w mieście Lemförde.

## Podział administracyjny
Do gminy zbiorowej Altes Amt Lemförde należy siedem gmin, w tym jedno miasto (Flecken):
1. Brockum
2. Hüde
3. Lembruch
4. Lemförde
5. Marl
6. Quernheim
7. Stemshorn